# Létanne
Létanne település Franciaországban, Ardennes megyében. Lakosainak száma 110 fő (2022. január 1.). Létanne Beaumont-en-Argonne, Laneuville-sur-Meuse, Pouilly-sur-Meuse és Mouzon községekkel határos.

## Népesség
A település népességének változása:
| Lakosok száma | 123  | 106  | 99   | 116  | 140  | 134  | 129  | 118  | 113  | 110  |
|               | 1968 | 1982 | 1990 | 2006 | 2013 | 2015 | 2017 | 2019 | 2020 | 2022 |